# قزاق تلکام
قزاق تلکام (به انگلیسی: KazakhTelecom) شرکت مخابرات قزاقستانی است، که در زمینه ارائه خدمات تلفن همراه، خطوط تلفن ثابت و اینترنت در کشور قزاقستان فعالیت می‌کند.
شرکت قزاق تلکام در سال ۱۹۹۴ تأسیس شد و در حال حاضر به‌عنوان بزرگترین شرکت مخابراتی قزاقستان شناخته می‌شود. دفتر مرکزی این شرکت در شهر نور سلطان، قزاقستان قرار دارد و بخشی از سهام آن در بازارهای بورس قزاقستان و بورس فرانکفورت دادوستد می‌شود. قزاق تلکام مالک شرکت‌های مخابراتی ترکسل (۴۱٪) و تلیاسونرا (۵۸٪) می‌باشد.